# Маријела Кастро
Маријела Кастро Еспин (шп. Mariela Castro Espín; Хавана, 27. јул 1962) је директорка Кубанског националног центра за сексуално образовање у Хавани и активисткиња за права ЛГБТ особа. Ћерка је бившег предсједника Кубе Раула Кастра и Вилме Еспин.
Центар, на чијем је челу, бори се за ефикасну превенцију сиде, као и за признавање права ЛГБТ особа. Предложила је, 2005. године, да се трансродним особама законски омогући промјена пола. У јуну 2008. донијет је закон којим је на Куби омогућена бесплатна промјена пола.
Маријела Кастро је предсједница Кубанског мултидисциплинарног центра за проучавање сексуалности, предсједница Националне комисије за терапију поремећаја родног идентитета, такође је директорка часописа из области сексологије Sexología y Sociedad који објављује Кубански национални центар за сексуално образовање.
Објавила је 13 научних радова и 9 књига.
Удата је за италијанског фотографа Паола Титола са којим има двоје дјеце, а има и ћерку из претходног брака.